# Microderolus arabicus
Microderolus arabicus là một loài bọ cánh cứng trong họ Cerambycidae.